# Rajon Bakai-Ata
Der Rajon Bakaiata ist ein Rajon des Oblus Talas in Kirgisistan mit 54.161 Einwohnern (Stand 2022). Das Verwaltungszentrum ist das Dorf Bakaiata.

## Geschichte
Der Rajon wurde 1936 gegründet. 1953 wurde er dem Rajon Talas angeschlossen. 1977 wurde er mit Sitz in Leninpol (dem heutigen Bakaiata) unter dem Namen Rajon Leninpol neugegründet. Seit der Umbenennung Leninpols in Bakaiata (1992) trägt der Rajon den Namen Rajon Bakaiata.

## Geographie
Es grenzt im Osten an den Rajon Talas, im Westen an den Rajon Aitmatow (bis 2023 Rajon Karabuura), im Süden an den Rajon Toktogul und den Rajon Tschatkal (beide Oblus Dschalal-Abad) und im Norden an den Rajon Manas. Die Fläche beträgt 2.928 km².
Der Rajon erstreckt sich im zentralen Talas-Tal, durch dessen Mitte der Fluss Talas verläuft. Im Süden erhebt sich der Talas-Alatau.

## Verwaltungsgliederung
Der Rajon umfasst 19 Dörfer in 9 Landgemeinden.
| Nr. | Landgemeinde | Verwaltungszentrum | Anzahl der Dörfer | Bevölkerung |
| --- | ------------ | ------------------ | ----------------- | ----------- |
| 1   | Ak-Döbö      | Ak-Döbö            | 3                 | 7.211       |
| 2   | Aknasarow    | Kysyl-Oktjabr      | 5                 | 8.083       |
| 3   | Boo-Terek    | Boo-Terek          | 1                 | 6.432       |
| 4   | Keng-Aral    | Keng-Aral          | 1                 | 3.894       |
| 5   | Leninpol     | Bakai-Ata          | 2                 | 9.299       |
| 6   | Ming-Bulak   | Ming-Bulak         | 1                 | 3.694       |
| 7   | Oros         | Kyrgysstan         | 3                 | 6.011       |
| 8   | Ösgörüsch    | Ösgörüsch          | 1                 | 6.209       |
| 9   | Schadykan    | Yntymak            | 2                 | 4.176       |